# Gregorio Tarcaniota

Thema del Catepanato verso l'anno 1000

Gregorio Tarcaniota (italiano: Gregorio Tracanioto o Tracamoto; X secolo – XI secolo) è stato il catapano d'Italia dal 998 fino al 1006.

## Biografia
Di Gregorio Tarcaniota non sono note le origini, l'unica notizia che si conosce di lui prima che fosse catapano è che era protospatario presso la corte di Costantinopoli dell'impero bizantino.
Nel 998 l'imperatore bizantino Basilio II Bulgaroctono lo nominò catapano d'Italia, creando così un nuovo titolo che raggruppava insieme tutte le province italiane. Nel 999 (o nel 1000) Gregorio soffocò le rivolte di Maraldo a Bari e di Teofilatto a Gravina e allontanò la minaccia dei saraceni. Nel dicembre del 999 e nuovamente il 2 febbraio 1002, ridistribuì e confermò i possedimenti dell'abbazia dei monaci di Montecassino ad Ascoli, concedendo così benefici al clero locale che era filoimperiale. Nel 1001 scacciò il rinnegato Loukas da Pietrapertosa per proteggere il kastron (città fortificata) di Tricarico. Da maggio a ottobre 1002 (o 1003) Bari fu assediata dai saraceni guidati da Loukas: l'intervento dei veneziani guidati dal doge Pietro II Orseolo, accanto ai bizantini, la salvò dall'assedio. Nel 1004 Gregorio fece fortificare e ampliare il castello di Dragonara sul Fortore, facendo innalzare tre torri circolari e una quadrata; successivamente fece rafforzare anche il castello di Lucera. Non si sa se morì nel 1006, quando gli successe Alessio Xifea (1006-1007).